# Adalgiso (conte di Piacenza)
Adalgiso (fl. IX-X secolo) è stato conte di Piacenza dall'880 (o 885) all'891 circa.

## Biografia
Secondo membro dei Supponidi con questo nome, era figlio di Suppone II, conte di Parma e Torino, e di Berta, figlia del conte di Piacenza Vifredo I. Essi ebbe diversi fratelli: Ardingo, vescovo di Brescia, Bertila, sposa di re Berengario, per il quale Adalgiso e i suoi restanti fratelli, Vifredo II (che gli succederà al comitato di Piacenza) e Bosone combatterono nelle lotte per il regno italico, venendo definiti nei Gesta Berengarii Imperatoris (forse scritto dal fratello Ardingo) tria fulmina belli. Fu creato conte di Parma sicuramente dopo il 9 maggio 882 quando il padre è attestato per l'ultima volta ancora in vita.
Nell'agosto 885 riconobbe i diritti pretesi dal diacono Gariberto su un terreno di proprietà regia, dicendosi "conte di Piacenza". Secondo Cesare Manaresi, questo fatto anticiperebbe di qualche anno la data del documento, prima cioè della morte del padre, in quanto non si dichiarava anche "conte di Parma".
Nell'888-889 militò nell'esercito di Berengario nella guerra che opponeva quest'ultimo a Guido II di Spoleto, pretendente alla corona d'Italia. Secondo le già citate Gesta Berengarii Imperatoris, assieme ai fratelli Vifredo e Bosone mise a disposizione 1500 cavalieri.
Il 20 ottobre 890, Berengario accolse una sua richiesta e concesse a un suo vassallo, Roperto, alcune terre attorno a Reggio Emilia. In base a ciò, Ernst Dümmler ha ipotizzato che Adalgiso ricoprisse anche la carica di conte di Reggio. La sua data di morte non è nota. Si sa che dal 911 ricoprì la carica di conte di Piacenza il fratello Vilfredo.

## Ascendenza
|                             |           |   | Genitori |  |  | Nonni                |  |  | Bisnonni  |  |
|                             |           |   |          |  |  | Adelchi I di Spoleto |  |  | Suppone I |  |
|                             |           |   |          |  |  | Adelchi I di Spoleto |  |  | Suppone I |  |
|                             |           | … |          |  |  | Adelchi I di Spoleto |  |  |           |  |
| Suppone II                  |           |   |          |  |  | Adelchi I di Spoleto |  |  |           |  |
|                             |           | … | …        |  |  |                      |  |  |           |  |
|                             |           | … | …        |  |  |                      |  |  |           |  |
|                             |           | … | …        |  |  |                      |  |  |           |  |
| Adalgiso, conte di Piacenza |           | … |          |  |  |                      |  |  |           |  |
|                             | Vifredo I | … |          |  |  |                      |  |  |           |  |
|                             | Vifredo I | … |          |  |  |                      |  |  |           |  |
|                             | Vifredo I | … |          |  |  |                      |  |  |           |  |
| Berta                       | Vifredo I |   |          |  |  |                      |  |  |           |  |
|                             |           | … | …        |  |  |                      |  |  |           |  |
|                             |           | … | …        |  |  |                      |  |  |           |  |
|                             |           | … | …        |  |  |                      |  |  |           |  |
|                             |           | … |          |  |  |                      |  |  |           |  |